# کاراکیوره
کاراکیوره (به لاتین: Karakyure) یک منطقهٔ مسکونی در روسیه است که در شهرستان دوکوزپارینسکی واقع شده‌است.